# Саба, Элиас
Элиас Саба (араб. إلياس سابا‎, 10 июля 1932, Kfarhata, Северный Ливан — 22 мая 2023) — ливанский политик и экономист.
Саба дважды занимал пост министра финансов; первый раз в правительстве Саиба Салама с 13 октября 1970 по 27 мая 1972 года; второй раз в правительстве Омара Караме с 21 октября 2004 по 18 апреля 2005 года. Он также занимал пост министра обороны в правительстве Салама с октября 1970 по июнь 1971 года.
Саба был среди политиков, которые вместе с бывшим премьер-министром Омаром Караме создали в 2006 году Национальное объединение.
Умер 22 мая 2023 года в возрасте 90 лет.